# То Нгок Ван
То Нгок Ван (вьет. Tô Ngọc Vân; псевдонимы То Ты (вьет. Tô Tử), Ай Ми (вьет. Ái Mỹ), TNV; 15 декабря 1906 или 1908, деревня Суанкау, Хынгйен, Вьетнам — 17 июня 1954, близ перевала Лунгло, Вьетнам) — вьетнамский живописец и график.

## Биография
То Нгок Ван родился 15 декабря 1908 года (хотя в некоторых документов указан 1906 год рождения) на севере Вьетнама. Вырос в Ханое. Из-за бедности семьи и вынужден был бросить среднюю школу на третьем году обучения, чтобы реализовать свою мечту стать художником.
В 1926—1931 годы обучался в Высшей школе изобразительного искусства Индокитая в Ханое. Работал учителем рисования в школе Быой.
В 1931 и 1932 картины То Нгок Вана выставлялись на художественных выставках в Париже и получили награды.
С 1935 по 1939 То Нгок Ван преподавал в средней школе в Пномпене, затем до 1945 года преподавал композицию в Высшей школе изобразительного искусства Индокитая. Участвовал в деятельности литературной группы «Своими силами» (вьет. Tự lực văn đoàn), для которой рисовал карикатуры на текущие события, социальные проблемы и повседневную жизнь. Сотрудничал с вьетнамскими газетами Phong Hóa (Ngày Nay) и Thanh Nghị. Также писал критические статьи, посвящённые живописи.
После Августовской революции — активный участник Войны Сопротивления французским колонизаторам. С 1950 был директором Вьетбакского художественного училища, перебазированного в джунгли Северной зоны во время французской интервенции.
Погиб во время битвы при Дьенбьенфу (умер от ранения, полученного на шоссе № 37 при налёте французских бомбардировщиков). Похоронен в Ханое на мемориальном кладбище Майзить.

## Творчество
То Нгок Ван считается пионером масляной живописи, неизвестной прежде во Вьетнаме. Пользовался в основном техниками масляной живописи и акварели, его картины часто лиричны по настроению и написаны в пастельных оттенках («Девушка у лилий», масло, 1943 г.), также много писал виды городов Индокитая — в том числе Бангкока, Хюэ, Пномпеня. Нгок Ван является одним из немногих художников Вьетнама — автором рисунков для почтовых марок французского колониального периода. Марка «Апсара» (1931) была создана на основе его эскиза, сделанного во время поездки по храмам Ангкор-Ват и Ангкор-Тхом в Камбодже.
Многие более поздние работы То Нгок Вана изображают преобразования вьетнамского общества в результате установления социалистического строя («На вечерние занятия», акварель. 1954 г.). Произведения: «Лодка на реке Хыонг», масло, 1935 г.; «Девушка у лилий», масло, 1943 г.; «Две девушки и ребёнок», масло, 1944 г.; «Два солдата», гуашь, 1954 г.; «Место размещения войск», этюд, 1954 г.; «Три девушки народности тхай», этюд, 1954 г.; «В военной мастерской»; «Перевал Лунгло»; «Спящая» и другие. К периоду после 1945 года относится и серия рисунков, высоко оценённая критиками. То Нгок Ван уделял большое внимание жизни простых вьетнамцев, искренне преданных своему делу, в его набросках часты образы молодёжи.
То Нгок Ван оказал глубокое влияние на несколько поколений вьетнамских художников. Его произведения хранятся в Музее изобразительных искусств Вьетнама в Ханое, во многих зарубежных музеях и частных коллекциях.

## Награды
- Первый приз Выставки национального изобразительного искусства в Ханое (ноябрь 1954)
- Медаль независимости, первой степени
- Медаль сопротивления, второй степени
- Медаль за вклад в литературу и искусство Вьетнама

То Нгок Ван посмертно удостоен премии Хо Ши Мина (1996), став одним из первых её лауреатов.

## Память
Имя То Нгок Вана получило мировую известность. Его именем были названы улицы в Ханое и в Хошимине.
В честь То Нгок Вана назван кратер на Меркурии, открытый в 2008 году.